# Емануеле Северіно
Емануеле Северіно (італ. Emanuele Severino; 26 лютого 1929, Брешія — 17 січня 2020, там само) — відомий сучасний італійський філософ, автор понад 60 монографій з питань, що стосуються філософії (онтології), логіки, моралі, етики, культури та політики. У науковій літературі філософську доктрину Северіно означують як «неопарменідизм», хоча її суть виходить далеко за межі такого означення.

## Життєпис
Народився 26 лютого 1929 р. у м. Брешія (Італія) у родині військовослужбовця. Закінчив Університет Павії. 1947 року захистив дисертацію на тему «Гайдеггер і метафізика», в якій, на противагу панівним у той час інтерпретаціям, обстоював ідею про те, що М. Гайдеггера можна розглядати як метафізика. У 1951 р. був призначений на посаду викладача теоретичної філософії в цьому університеті. Невдовзі (1954) перейшов на роботу до Католицького університету Мілана, де працював викладачем етики. У 1964 році Северіно публікує великий філософський есей «Ritorno a Parmenide» («Повернення до Парменіда»), в якому піддає критиці весь шлях післяпарменідівської філософії, аргументуючи його хибність і показуючи, що сучасна цивілізація з її тенденцією до саморуйнації є сумним наслідком цієї філософської помилки; есей став предметом палких філософських, теологічних і політичних дискусій.
Критика Северіно нігілістичної, на його думку, основи доктрини Сотворіння світу привела до тривалого диспуту філософа з церковною владою Ватикану та Католицьким університетом Мілана. Кульмінацією цього протистояння став вердикт єресі, винесений 1970 року Верховною Священною Конгрегацією Священної Канцелярії (нині — Конгрегація Доктрини Віри), і звільнення з місця роботи. Упродовж 1970–1980-х років Северіно викладає теоретичну філософію в Університеті Венеції; до 1989 року він був деканом факультету філософії та теорії науки; нині він почесний професор цього університету. 1972 року його обирають членом престижної італійської наукової Академії деї Лінчеї.
Упродовж останніх років філософ викладав курс фундаментальної онтології в Університеті св. Рафаеля (Мілан) та курс для аспірантів у рамках програми «Дослідження смерті та завершення життя» в Університеті Падуї.
Нагороджений Орденом Великого Хреста «За заслуги перед Італійською Республікою» (2001).

## Філософія
Характерними рисами філософської системи Емануеле Северіно є її цільність, логічність, послідовність, переконливість. У центрі уваги досліджень Северіно — перевизначення поняття «істина». Його аналіз спирається на широку критику непереконливості, характерної для тієї форми, яку в сучасній філософській думці розглядають як засіб для перегляду традиційної ідеї істини. Мета Северіно — виявити ті рушії традиційної думки, які неодмінно призводять до смерті істини, але передусім — показати те, що ці рушії є водночас і виявом вкрай високого ступеню відчуження, досягнутого західною цивілізацією.
Філософська думка Северіно позиціює себе поза загальною історією філософії, оскільки спрямована на показ того, що філософія, ставши на шлях, який веде від грецької метафізики Платона й Аристотеля до Гегеля, сама того не бажаючи, призводить до деструкції всієї філософської традиції і, зокрема, до руйнації будь-якої спроби здобути доконечну істину про смисл реальності. На думку Северіно, цей шлях, що ставить під сумнів саму можливість розуміння смислу істини в рамках філософської традиції, є не лише неминучим, а й свідчить про високий ступінь ригідності, досягнутий західною традицією. Філософія Северіно не просто відрізняється від інших філософських систем, вона визначає себе в абсолютній опозиції до всієї західної культури і цивілізації.
Суть того, що пропонує Северіно як альтернативу традиційній філософії, полягає у твердженні про те, що кожне суще є вічним. Це означає, що кожне суще — кожна річ, кожне відношення, мить, елемент досвіду, стан свідомості й стан природи, кожна подія, від несуттєвої до найважливішої, тобто все, у будь-який спосіб проявлене, і все, що не проявляється і не може бути відображеним у досвіді, є вічним. «Вічне» означає: необхідно, щоб кожне суще було, і було таким, яким воно є. Для будь-якого сущого неможливо не бути. Все, що не є нічим, є сущим. Кожне суще — вічне.
Северіно показує, що післяпарменідивська грецька онтологія Платона та Аристотеля спричинила помилку, яка не лише домінуватиме на всьому шляху західної філософії, але й визначить всю історію західної цивілізації. Ця помилка полягає в твердженні про те, що поява «становлення» у світі рівно означає і появу знищення того, що стає, і що смерть людської істоти, як і смерть речі, є рівнозначною її знищенню. Ці помилкові уявлення Северіно означує як нігілізм і вважає, що саме нігілізм становить основу всієї західної культури. Всупереч усій західній філософії, Северіно доводить, що немає становлення у розумінні його рівнозначності знищенню або в розумінні становлення сущого з нічого.
Головна помилка, на яку вказує Северіно, доповнюється докорінно неправильним уявленням про те, що становлення свідчить про творіння і знищення сущого. А що ця фундаментальна категорія західної філософії стала фундаментальною категорією всієї культури, то саме культура генерує докорінно неправильне нав'язування світові тієї сутності, якої він не має. На думку Северіно, саме ця філософська помилка породила значення смерті як відходу в ніщо, а отже і страх смерті. Це значення надає форми всьому образу сенсу життя і вчинку, як на індивідуальному рівні, так і на рівні соціуму. Помилкове значення смерті як перетворення на ніщо призвело до глибокого внутрішнього розколу в людині — тієї скорботи від усвідомлення власної смертності («рефлексивної печалі»), про яку писав данський філософ К'єркегор. Це значення генерувало, з одного боку, виникнення ідеї божества як такого, що може порятувати людину від перетворення на ніщо, а з другого боку, до розвитку науки і технологій як своєрідного еліксиру безсмертя.
Вказуючи на цю головну помилку, Северіно, однак, показує її розпізнаваність стосовно до «не-помилки», а саме до того, що він називає «вихідною структурою долі істини», а пізніше — «долею істини». Вихідна структура долі — це з'явлення того, що не є чимось, відмінним від себе самого, і що є доконечною основою буття кожного сущого. Буття речі самою собою — це той вимір, заперечення якого є само-запереченням.
Теза про справжній смисл того, що з'являється — одна з найголовніших характеристик тієї альтернативи, яку Северіно пропонує з 1950-х років, оскільки ця теза тісно пов'язана з необхідністю вічності кожного сущого, тобто з неможливістю того, що це суще може не бути. Неможливість створення і знищення полягає в неможливості існування часу, в якому суще «ще не» є або «вже не» є. А «неможливість» означає: твердження, що «суще не є» — це заперечення вихідної структури сущого, це твердження про те, що суще є інакшим, ніж воно є. А таке твердження справді є запереченням, що дорівнює само-запереченню. У цьому сенсі, якщо хтось стверджує про якусь істоту або річ, що вона не є, тобто, що в один час вона ще не є, а в інший час — вона вже не є, то насправді він стверджує, що ця істота або річ — ніщо. А ніщо — це абсолютно інше, ніж суще. Якщо хтось заперечує те, що кожне суще — вічне, то він заперечує абсолютно неспростовне.

### Оригінальні твори
- La struttura originaria, Brescia, La Scuola, 1958. Nuova edizione, con modifiche e una Introduzione 1979, Milano, Adelphi, 1981
- Per un rinnovamento nella interpretazione della filosofia fichtiana, Brescia, La Scuola,1960
- Studi di filosofia della prassi, Milano, Vita e pensiero, 1963; nuova ediz.ampliata, Milano, Adelphi, 1984
- Ritornare a Parmenide, in «Rivista di filosofia neoscolastica», LVI [1964], n. 2, pp. 137—175; poi in Essenza del nichilismo, Brescia, Paideia, 1972, pp. 13–66; nuova edizione ampliata, Milano, Adelphi, 1982, pp. 19–61
- Essenza del nichilismo. Saggi, Brescia, Paideia, 1972; seconda edizione ampliata, Milano, Adelphi, 1982
- Vom Wesen des Nihilismus, Stuttgart, Klett-Cotta, 1983, Translation by Magda Oschwald-Di Felice
- Gli abitatori del tempo. Cristianesimo, marxismo, tecnica, Roma, Armando, 1978; nuova edizione ampliata, ivi, 1981
- Téchne. Le radici della violenza, Milano, Rusconi, 1979; seconda edizione, ivi, 1988; nuova edizione ampliata, Milano, Rizzoli, 2002
- Legge e caso, Milano, Adelphi, 1979
- Destino della necessità. Katà tò chreòn, Milano, Adelphi, 1980; nuova edizione, senza modifiche sostanziali, ivi, 1999
- A Cesare e a Dio, Milano, Rizzoli, 1983; nuova ediz., ivi, 2007
- La strada, Milano, Rizzoli, 1983; nuova ediz., ivi, 2008
- La filosofia antica, Milano, Rizzoli, 1984; nuova ediz. ampliata, ivi, 2004
- La filosofia moderna, Milano, Rizzoli, 1984; nuova ediz. ampliata, ivi, 2004
- Il parricidio mancato, Milano, Adelphi, 1985
- La filosofia contemporanea, Milano, Rizzoli, 1986; nuova ediz. ampliata, ivi, 2004
- Traduzione e interpretazione dell’Orestea di Eschilo, Milano, Rizzoli, 1985
- La tendenza fondamentale del nostro tempo, Milano, Adelphi, 1988; nuova ediz., ivi, 2008
- Il giogo. Alle origini della ragione: Eschilo, Milano, Adelphi, 1989.
- La filosofia futura, Milano, Rizzoli, 1989; nuova ediz. ampliata, ivi, 2005
- Il nulla e la poesia. Alla fine dell'età della tecnica: Leopardi, Milano, Rizzoli, 1990; nuova ediz., ivi, 2005
- Filosofia. Lo sviluppo storico e le fonti, Firenze, Sansoni, 3 voll.
- Oltre il linguaggio, Milano, Adelphi, 1992
- La guerra, Milano, Rizzoli, 1992
- La bilancia. Pensieri sul nostro tempo, Milano, Rizzoli, 1992
- Il declino del capitalismo, Milano, Rizzoli, 1993; nuova ediz., ivi, 2007
- Sortite. Piccoli scritti sui rimedi (e la gioia), Milano, Rizzoli, 1994
- Pensieri sul Cristianesimo, Milano, Rizzoli, 1995; nuov ediz., ivi, 2010.
- Tautótēs, Milano, Adelphi, 1995
- La filosofia dai Greci al nostro tempo, Milano, Rizzoli, 1996
- La follia dell'angelo, Milano, Rizzoli, 1997; nuova ediz., Milano, Mimesis, 2006
- Cosa arcana e stupenda. L'Occidente e Leopardi, Milano, Rizzoli, 1998; nuova ediz., ivi, 2006
- Il destino della tecnica, Milano, Rizzoli, 1998; nuova ediz., ivi, 2009
- La buona fede, Milano, Rizzoli, 1999
- L'anello del ritorno, Milano, Adelphi, 1999
- Crisi della tradizione occidentale, Milano, Marinotti, 1999
- La legna e la cenere. Discussioni sul significato dell'esistenza, Milano, Rizzoli, 2000
- Il mio scontro con la Chiesa, Milano, Rizzoli, 2001
- La Gloria, Milano, Adelphi, 2001
- Oltre l'uomo e oltre Dio, Genova, Il melangolo, 2002
- Lezioni sulla politica, Milano, Marinotti, 2002
- Tecnica e architettura, Milano, Cortina, 2003
- Dall'Islam a Prometeo, Milano, Rizzoli, 2003
- Fondamento della contraddizione, Milano, Adelphi, 2005
- Nascere, e altri problemi della coscienza religiosa, Milano, Rizzoli, 2005
- La natura dell'embrione, Milano, Rizzoli, 2005
- Il muro di pietra. Sul tramonto della tradizione filosofica, Milano, Rizzoli, 2006
- L'identità della follia. Lezioni veneziane, a cura di Giorgio Brianese, Giulio Goggi, Ines Testoni, Milano, Rizzoli, 2007
- Oltrepassare, Milano, Adelphi, 2007
- Dialogo su Etica e Scienza (con Edoardo Boncinelli), 2008, Editrice San Raffaele, Milano
- Immortalità e destino, Milano, Rizzoli, 2008
- La buona fede, Milano, Rizzoli, 2008
- L'etica del capitalismo, Milano, Albo Versorio, 2008
- Verità, volontà, destino, con un saggio di M. Donà, Milano-Udine, Mimesis, 2008(con due CD audio).
- L'identità del destino, Milano, Rizzoli, 2009
- Il diverso come icona del male, Bollati Boringhieri, 2009
- Democrazia, tecnica, capitalismo, Morcelliana, 2009
- Discussioni intorno al senso della verità, Pisa, Edizioni ETS, 2009
- La guerra e il mortale, a cura di Luca Taddio, con un saggio di Giorgio Brianese, Milano-Udine, Mimesis, 2010 (con due CD audio).
- Macigni e spirito di gravità, Milano, Rizzoli, 2010
- L'intima mano, Milano, Adelphi, 2010
- Il mio ricordo degli eterni, Rizzoli, 2011
- La morte e la terra, Milano, Adelphi, 2011

### Переклади
- The Essence of Nihilism, London-New York, Verso Books, 2016
- Емануеле Северино. Сутність нігілізму. — К.: Темпора, 2020. — 688 с.